# سیگوئینووسه
سیگوئینووسه شهری در شهرستان سابسه در استان بام در بورکینافاسوی شمالی است و جمعیت آن ۷۸۱ نفر است.